# Simnia
Simnia là một chi ốc biển, là động vật thân mềm chân bụng sống ở biển thuộc họ Ovulidae.

## Các loài
Các loài thuộc chi Simnia bao gồm:
- Simnia arcuata (Reeve, 1865)[2]
- Simnia avena (G.B. Sowerby II, 1832)[3]
- Simnia barbarensis Dall, 1892[4]
- Simnia bartschi (Cate, 1973)[5]
- Simnia bijuri (Cate, 1976)[6]
- Simnia hammesi (Bertsch & Bibbey, 1982)[7]
- Simnia loebbeckeana (Weinkauff, 1881)[8]
- Simnia macleani (Cate, 1976)[9]
- Simnia patriciae (Nolf, 2008)[10]
- Simnia sculptura (Cate, 1973)[11]
- Simnia senegalensis (F.A. Schilder, 1931)[12]
- Simnia spelta (Linnaeus, 1758)[13]
- Simnia vidleri (Sowerby G.B. III, 1881)[14]